# Alto Verde (Tucumán)
Alto Verde es una localidad argentina ubicada en el Departamento Chicligasta de la Provincia de Tucumán. Se encuentra sobre la Ruta Provincial 330, cerca de la Ruta Nacional 38. La ruta 330 la vincula al oeste con Alpachiri, y la Ruta 38 al norte con Concepción y al sur con Aguilares. La comuna con sede en esta localidad se denomina Alto Verde y Los Guchea.
La comisaría de Alto Verde fue uno de los lugares copados temporalmente por la guerrilla Uturuncos. En la localidad se destaca la producción de zapallos.

## Población
Cuenta con 2,341 habitantes (Indec, 2010), lo que representa un descenso del 5% frente a los 2,463 habitantes (Indec, 2001) del censo anterior.
| Gráfica de evolución demográfica de Alto Verde entre 1960 y 2010 |
|                                                                  |
| Fuentes: INDEC                                                   |